# Montserrat Gispert Cruells
Montserrat Gispert Cruells (Barcelona, 1934. Ciudad de México, 24 de abril 2022) Fou una biòloga, etnobotànica i professora universitària mexicana d'origen català.
Filla de catalans exiliats polítics a Mèxic l'any 1942, es formà com a biòloga, i més endavant es doctorà en Micologia i feu un postgrau a París en Etnobotànica sota el mestratge de Jacques Barrau (1925-1997), professor del Muséum National d’Histoire Naturelle, i un dels pares fundadors de l'etnobotànica com a disciplina científica. Actualment, és catedràtica d’Etnobotànica a la Facultat de Ciències de la Universidad Nacional Autónoma de México (UNAM). La passió per l'etnobotànica començà amb les seves primeres expedicions biològiques arran del doctorat, quan s'adonà de la importància d'estudiar les plantes en el context de les relacions entre les societats i la natura. Ja a mitjans dels anys setanta s'ocupà de l'estudi de les plantes a la regió càlid-humida de sud-est de Veracruz des de la perspectiva de les societats humanes que habitaven la zona, fixant-se en la seva percepció del món i en l'ús que feien dels recursos naturals. Entre les persones que van influir de manera destacable en la seva transició de la micologia a l'etnobotànica es troben el professor Jacques Barrau i l'enginyer agrònom Efraim Hernández Xolocotzi (1913-1991), catedràtic d’Ecologia humana a la UNAM, que impartia un curs d'“Etnobotánica y Metodología”. Entre les seves tasques en el món universitari es troba la coordinació del laboratori d'Etnobotànica de la Facultat de Ciències de la UNAM, i també els seus projectes en diversos estats de Mèxic, darrerament a Morelos, Tabasco i Chiapas, i anteriorment a Guerrero i Nayarit. També va col·laborat amb el Jardí Botànic Nacional de la Universitat de l'Havana (Cuba) i l'Institut d'Ecologia i Sistemàtica de Cuba en temes d'horts familiars, i amb el Departament d'Història de la Facultat de Filosofia de la Universitat de Còrdova, a Espanya, amb projectes relacionats amb l'origen i migracions de les plantes, especialment espècies americanes migrades cap a Espanya i viceversa. A més, va ser una de les principals impulsores i col·laboradores de la fundació del Museu d'Etnobotànica del Jardí Botànic de Còrdova. Des de l'any 1992 ha col·laborà també amb el Grup d'Etnobotànica del Laboratori de Botànica de la Facultat de Farmàcia de la Universitat de Barcelona. També ha estat assessora de molts treballs d'etnobotànica arreu del món.
L'any 2021 el cineasta i realitzador mexicà Rodrigo Imaz filma el documental "Ávia", sobre la vida de la seva àvia exiliada a Mèxic.